# Олена Лянґевич
Олена Лянґевич (англ. Helen Langevych; хресне ім'я Емілія-Гелена; 24 січня 1881, Жовква, Галичина — 7 травня 1916, Філадельфія, США) — українська монахиня-василіянка польського походження, учителька, засновниця і перша настоятелька монастиря сестер василіянок у Філадельфії (США).

## Життєпис
Емілія-Гелена Лянґевич народилася 24 січня 1881 року в Жовкві в сім'ї поляків Міхала Лянґевича і Катажини з дому Дашкевич. Охрестив її 30 січня 1881 року в костелі св. Лаврентія місцевий сотрудник кс. Станіслав Краусс.
У 1897 році Емілія-Гелена вступила до греко-католицького монастиря сестер василіянок в Яворові. Новіціят відбула в Словіті (тоді новіціят був спільний для всіх василіянок у Галичині). Після річного новіціяту повернулася до Яворова, де була вчителькою в монастирській школі для дівчат. 24 серпня 1902 року склала торжественну професію вічних обітів і вже як професка брала участь у Капітулі, яку скликав митрополит Андрей Шептицький у Словіті. У 1902 році стала префектою інтернату для дівчат і заступницею настоятельки в Перемишлі. Опісля в 1904 році переведена до Яворова — вчителювала в школі. Завдяки Її старанням у Яворові відкрито вчительську семінарію з прилюдними правами.
На прохання владики Сотера Ортинського першого єпископа для українців греко-католиків у США 13 листопада 1911 року мати Олена Лянґевич разом із трьома сестрами виїхала до Філадельфії, щоб працювати серед українських емігрантів. Стала засновницею і першою настоятелькою монастиря монахинь василіянок у Філадельфії. Відкрила сиротинець, недільну школу, де сама викладала українську мову, катехизувала дітей і молодь, навчала літургійного співу. Зорганізувала книгарню, друкарню і ризницю.
Померла від туберкульозу 7 травня 1916 року у Філадельфії. Похована на цвинтарі сестер василіянок при матірному домі у Фокс Чейз.